# Carlos Calero Rodrigues
Carlos Calero Rodrigues (* 13. Juni 1919 in Leblon; † 22. Dezember 2011 in Rio de Janeiro) war ein brasilianischer Diplomat.

## Leben
Carlos Calero Rodrigues war ein Sohn spanischer Einwanderer und verbrachte seine Kindheit im Bairro Méier Rio de Janeiro.
1945 trat er in den auswärtigen Dienst und wurde dem Generalkonsulat in Montreal zugewiesen. Von 1947 bis 1950 wurde er an der Botschaft in Washington, D.C. beschäftigt. Von 1956 bis 1962 sowie von 1964 bis 1967 wurde er an der Botschaft in Paris beschäftigt. 1963 wurde er an der Botschaft in Warschau beschäftigt. Von 1979 bis 1984 war er Nachrückvertreter der brasilianischen Botschaft beim UN-Hauptquartier. Dort war er Mitglied der Kommission für Menschenrechte der Vereinten Nationen, welcher er 1981 vorsaß. Von 1978 bis 1982 leitete er die brasilianische Delegation zur Dritten Konferenz der Vereinten Nationen über das Seerecht (Seevölkerrecht). Von 1984 bis 1985 war er Generalsekretär des Itamaraty in diesem Amt nahm er von 6. Juni 1984 bis 8. Februar 1985 die Funktion des geschäftsführenden Außenministers war.